# 주시경
주시경(周時經, 1876년 12월 22일 (음력 11월 7일)~1914년 7월 27일)은 조선말 개화기에 한국어와 한글을 과학적으로 연구한 국문학자이자 언어학자이다. 특히 한글 맞춤법의 표준화를 위해 노력하였다. 1980년 건국훈장 대통령장이 수여되었다. 호는 한힌샘, 한흰메 등을 썼다.
1906년 《대한국어문법》, 1908년 《국어문전음학》, 1909년 《국문초학》 등을 발간하여 한국어 문법의 이론적 근거를 마련하고자 하였고 국어강습소를 열어 한글 교육에 힘썼다. 한국어를 표기하는 문자의 이름으로 "한글"을 만들었다고 알려져 있다.
서재필이 주도하는 《독립신문》 제작에 참여하였다. 독립신문은 최초의 한글 전용 신문이다. 1909년 독립 정신 고취를 위해 《월남망국사》를 번역하였다.
경술국치 이후에도 강습소 활동과 문법 연구, 사전 제작 등 한국어 연구와 한글 보급에 힘쓰던 주시경은 1914년 7월 27일 39세의 한창인 나이에 갑작스런 복통을 겪고 병사하였다. 사후 주시경에게서 배운 제자들이 주도하여 조선어학회가 결성되었다. 조선어학회는 1933년 한글 맞춤법 통일안을 발표하여 주시경의 생전 숙원을 이뤘다.

## 출생과 성장
주시경의 본관은 상주이다. 1876년 12월 22일 황해도 평산군에서 훈장을 하던 아버지 주학원과 어머니 연안 이씨 사이에서 차남으로 태어났다. 어릴 적 이름은 상호(相鎬)이었다. 어린 시절 주시경은 여느 아이와 같이 들로 산으로 뛰어다니며 친구들과 어울려 놀았다고 한다. 젊어서는 서오릉의 참봉을 하기도 하고 남대문시장에서 건어물 장사도 하였던 아버지는 고향으로 돌아가 서당을 열고 훈장을 하였으나 살림 살이는 좋지 않았다. 주시경은 아버지 밑에서 자연스럽게 전통적인 서당 교육을 받았다.
13세가 되던 1889년 집안 형편이 어려워 큰아버지 주학만의 양자로 입적하여 서울로 옮겼다. 19세가 되던 1894년 배재학당에 입학하였고 감리교에 입교하여 세례를 받았다. 배재학당 재학중에 인천부의 해운종사자 양성학교인 관립이운학교 속성과정에 선발되어 졸업하였으나 정세의 급변으로 취직이 무산되었고 1896년 4월 배재학당 보통과로 다시 편입하였다.
1896년 4월 주시경이 배재학당으로 돌아온 그 무렵 서재필은 《독립신문》을 창간하고 함께할 사람을 찾고 있었다. 주시경은 《독립신문》의 회계담당 겸 교정 보조원이 되었다. 주시경은 신문의 간행에 참여하면서 한글 맞춤법의 표준화가 필요함을 절감하였고 다음달인 5월에 국문동식회(國文同式會)를 조직하였다. 그해 11월 배재학당 내에 협성회가 결성되자 가입하여 회보의 편집위원으로 활동하였다. 주시경은 《독립신문》에 네 차례에 걸쳐 〈국문론〉을 연재하였다. 주시경은 1906년 발간한 《대한국어 문법》에서 배재학당에 입학하면서 부터 스스로 한국어의 음소와 문법 체계를 연구하고 있었다고 회고하였으나 자신의 이론을 공표한 것은 이 연재 기고가 처음이다.
1897년 아직 배재학당의 학생이었던 21세의 주시경은 부인 김명훈과 결혼하였다. 부부는 딸 송산, 춘산과 아들 삼산, 백산, 왕산을 두었다.:13

## 계몽운동과 한국어 연구
주시경은 서재필에 이끌려 협성회와 독립협회 활동에 참여하였고, 1897년 12월 5일 22세의 나이로 독립협회의 중앙위원으로 선출되었다. 그러나 1898년 서재필이 미국으로 다시 망명하자 탈퇴하였다. 이후 《제국신문》의 기자, 상동청년학원의 강사 등을 겸하면서 1900년 6월 배재학당을 졸업하였다. 졸업 후에는 여러 신식 학교에서 강사를 하는 한편 흥화학교에서 측량술을, 유일선이 세운 정리사(精理舍)에서 수학과 물리를 배우는 등 학업도 이어갔다.
1905년 을사조약으로 대한제국의 외교권이 박탈되자 주시경은 주권 침탈에 큰 위기 의식을 갖고 계몽운동에 힘쓰는 한편 본격적으로 한국어 연구에 몰두하였다. 주시경이 강사로 나가 교육한 곳 가운데 훗날 조선어학회의 설립에 관련이 깊은 곳은 전덕기가 목사로 재직하던 상동교회의 청년학교와 여름방학 기간을 이용하여 서울 내 여러 학교 학생들을 대상으로 한 하기 국어강습소였다. 특히 청년학교에서 주시경에게 배웠던 김윤경은 조선어학회의 건립을 주도한 사람 가운데 하나였다. 김윤경은 1942년 조선어학회 사건으로 수감되어 해방을 맞을 때까지 옥살이를 하였다.
1907년 지석영이 주도한 국어연구회에 참여하였고 정부에 《국문연구안》을 제출하였다. 지석영과 주시경은 둘 다 한국어 연구와 한글 표기의 체계적인 정리가 필요함을 절감하고 있었다. 1909년 지석영은 《자전석요》를 발간하였고, 주시경은 1910년 《국어문법》을 발간하였다. 지석영과 주시경은 모두 아래아와 "텬디"(天地) 같이 사문화된 표기법을 폐지하고 현대의 소리를 바탕으로 표기법을 재정비할 것을 주장하였다. 그러나 지석영의 경우 《훈몽자회》 이후 유지되던 7개의 종성만을 받침으로 허용하는 규칙을 유지하고자 하였으나 주시경은 《훈민정음》의 용례에 따라 모든 종성을 받침으로 허용하는 것이 옳다고 주장하였다. 현대 한국어의 맞춤법은 대체로 주시경의 이론을 따르고 있다. 1907년 양계초의 《월남망국사》를 번역하였다.
1908년 주시경은 국어연구학회를 창립하였다.  훗날 조선어연구회를 이어 오늘날까지 이어지는 한글학회는 이 단체를 자신들의 기원으로 삼는다. 이 무렵 주시경은 이화, 기호, 숙명, 진명, 휘문, 배재, 서북 등 당시 서울 안에 있던 많은 학교에 출강하였다. 늘 책을 싼 보자기를 들고 이 학교에서 저 학교로 바삐 옮겨다녔기 때문에 "주보퉁이"라는 별명이 붙었다.:14 이 무렵 주시경은 한자어 마저 되도록 버리고 고유어를 사용하자는 주장이 뚜렸해졌다. 1910년 발간한 《국어문법》의 경우 이미 초고는 1898년 완성해 두었으나 국한문 혼용으로 쓰인 초고를 다시 품사의 이름마저 고유어로 바꾸며 개정하여 발간한 것이다. 당시 정세의 충격은 주시경이 더욱 민족주의적인 사고를 갖도록 하는 원인이었을 것이다. 주시경은 언어학 용어마저 고유어로 바꾸어 쓰자고 주장하였는데 예를 들면 음운학은 "소리"로 품사론은 "기난갈"로 구문론은 "짬듬갈"로 부르자고 제안한다. 이러한 변화의 결과 주시경은 대종교에 입교하였고. 어릴적부터 쓰던 주상호라는 이름 대신 주시경으로 개명하였다.:14

### 한글
"한글"이란 이름을 누가 붙였는가에 대해서는 최남선이라는 설과 주시경이라는 설이 있다. 주시경은 최남선의 권유로 조선광문회에 들어가 활동하였으므로 최남선이 먼저 "한글"이란 이름을 붙였다 해도 이를 부정할 근거는 없다. 다만, 한글이라는 이름을 널리 알리는데 가장 큰 공헌을 한 사람이 주시경인 점은 분명하다. 훗날 조선어학회의 회원들 역시 한글이란 명칭의 기원을 주시경에서 찾는다. 옛 명칭인 언문(彦文)은 그 속에 이미 비하의 의미가 담겨있다. 세종이 이미 스스로 언문이라 칭한 사실이 있다는 것을 근거로 언문이 원래는 비하의 의미가 담겨있지는 않았다는 주장이 있지만 조선 시대의 사대부가 한문으로 쓰인 글을 진서(眞書)라 부르고 훈민정음으로 쓰인 글을 언문으로 표현한 데에는 분명 한문보다 언문이 낮은 수준의 문자 생활이라는 인식이 깔려 있다. 이와 더불어 되도록 한자어를 버리고 고유어를 써야 한다는 생각도 한글이란 명칭을 새롭게 만드는 원인이 되었을 것이다.

### 언어학
한국어 연구에서 주시경의 가장 큰 관심사는 맞춤법의 표준화였고 이를 위해 음운학과 문법을 정리하였다. 그는 아직 《훈민정음 해례본》이 재발견되기 전이었던 당시 이미 한글이 초성, 중성, 종성으로 구성되는 음소문자 임에 주목하여 종성에 모든 자음을 허용하여야 한다는 주장을 펼쳤고, 또한 종성은 어간을 살려 표기하여야 한다고 주장하였다. 예를 들면 "소나네"가 아니라 "손 안에"로 적어야 한다는 주장이다.  주시경이 쓴 언어학 관련 저술은 다음과 같은 것들이 있다.:14-15
- 〈국문론〉 (1897년)
- 《국어문법》 (1898년)
- 《국문문법》 (1905년)
- 《대한국어문법》 (1906년)
- 《국어문전음학》 (1908년)
- 《국문연구》 (1909년)
- 《국어문법》 (1910년)
- 《한나라말》 (1910년)
- 《말모이》 (공저, 1911년 ~ ?)
- 《소리갈》 (1912년 ?)
- 《말의 소리》 (1914년)

주시경은 배재학당에서 영어 등의 외국어를 배우며 품사론 등을 익혔지만 국어에 대한 그의 연구는 거의 독학이었다. 워낙에 가난했던 살림 형편과 짧은 연구 기간 때문에 주시경의 학설은 음운론과 표기법에 집중되어 있고 다른 분야의 성과는 거의 없다. 그러나 현대적 언어학 자체가 생소하였던 당시의 상황을 감안하면 주시경의 연구 성과는 결코 적지 않다고 할 수 있다.:16
주시경은 한글이 음소문자인 점을 들어 풀어쓰기도 주장하였다.:16 그의 이러한 주장은 최현배 등으로 이어졌고, 문익환 등도 같은 주장을 이어갔지만 21세기 이후 풀어쓰기를 진지하게 주장하는 사람은 극히 드물게 되었다. 조선어학회의 한글 맞춤법 통일안은 어간을 드러내는 표기, 종성에 모든 자음의 허용 등 많은 부분에서 주시경의 주장을 따랐지만 풀어쓰기는 끝내 채용하지 않았다.

## 사망
주시경은 1910년 이후로도 쉴 새 없이 바쁘게 활동하였지만 일제강점기에 들어 그의 활동 기반은 나날이 취약해져 갔다. 특히 주시경의 활동 기반이었던 상동교회가 신간회의 주도 세력 가운데 하나였고, 이들이 105인 사건 이후 활동에 큰 제약을 받으며 하나 둘 망명길에 오르자 주시경 역시 위축될 수 밖에 없었다. 주시경 역시 가족들과 의논 끝에 만주로 이주할 계획을 세운다. 그러나 1914년 7월 하순 어느날 갑자기 끊어지는 듯한 복통을 호소하며 자리에 누웠다가 결국 7월 27일 사망하였다.

## 후학
어지러운 정세 속에 바쁘게 활동하던 주시경은 많은 제자와 후학을 남겼으나 누가 그에게서 직접 가르침을 받았는 지는 잘 알려져 있지 않았다. 최근 1917년 무렵 발행된 《한글모죽보기》에서 주시경의 제자로 이름을 올린 명단이 발견되었다. 그 속에는 최현배, 신명균, 김두봉, 권덕규, 정열모, 이규영, 장지영, 안동수를 비롯한 550 여 명의 명단이 수록되어 있다.

## 같이 보기
- 조선어학회
- 조선어학회 사건
- 최현배
- 곽상훈
- 김두봉
- 리극로
- 서재필
- 세종대왕
- 독립유공자로 대통령장을 수여받은 사람

## 주시경을 연기한 배우
- 1984년, 강태기 - 《독립문》 (KBS1 드라마)
- 1987년, 유인촌 - 《한힌샘》(MBC 드라마)